# Forest Hills (Kentucky)
Forest Hills es una ciudad ubicada en el condado de Jefferson en el estado estadounidense de Kentucky. En el Censo de 2010 tenía una población de 444 habitantes y una densidad poblacional de 593,18 personas por km².

## Geografía
Forest Hills se encuentra ubicada en las coordenadas 38°13′00″N 85°34′0″O / 38.21667, -85.56667. Según la Oficina del Censo de los Estados Unidos, Forest Hills tiene una superficie total de 0.75 km², de la cual 0.75 km² corresponden a tierra firme y (0%) 0 km² es agua.

## Demografía
Según el censo de 2010, había 444 personas residiendo en Forest Hills. La densidad de población era de 593,18 hab./km². De los 444 habitantes, Forest Hills estaba compuesto por el 95.05% blancos, el 2.48% eran afroamericanos, el 0.23% eran amerindios, el 0.68% eran asiáticos, el 0% eran isleños del Pacífico, el 0% eran de otras razas y el 1.58% pertenecían a dos o más razas. Del total de la población el 1.35% eran hispanos o latinos de cualquier raza.